# Batalion KOP „Borszczów”

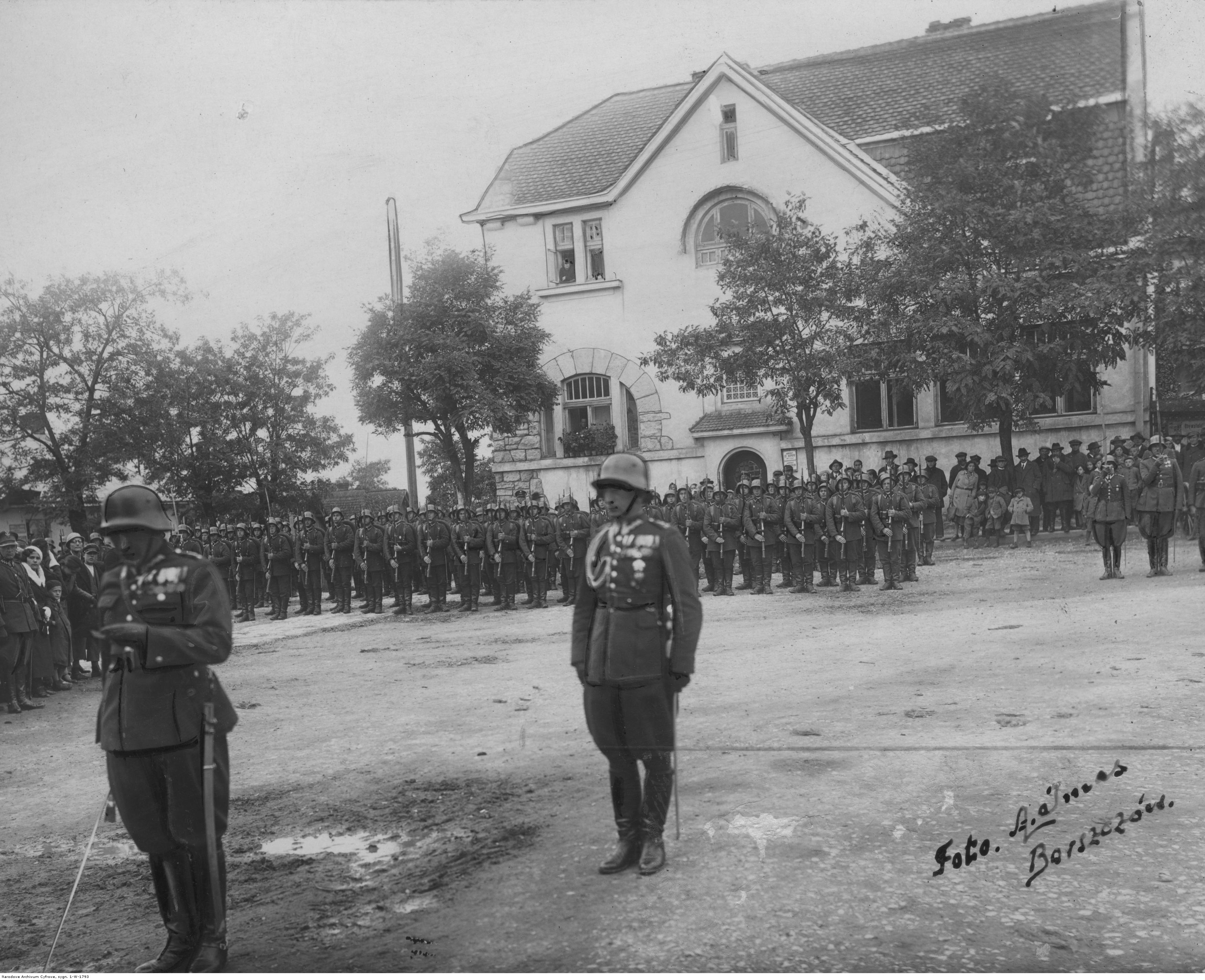
Raport oddziałów w batalionie KOP "Borszczów" z okazji święta X-lecia istnienia KOP.

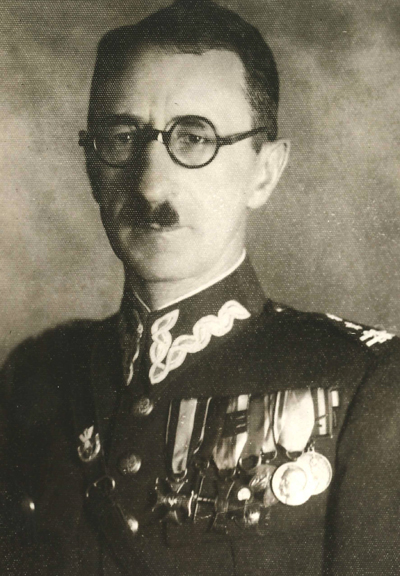
Ppłk Hugo Mijakowski - jeden z dowódców batalionu.

Batalion KOP „Borszczów” – pododdział piechoty, podstawowa jednostka taktyczna Korpusu Ochrony Pogranicza.
W sierpniu 1939 batalion sformował III batalion 163 pułku piechoty.

## Geneza
Do czasu zakończenia wojny polsko-bolszewickiej, czyli do jesieni 1920, wschodnią granicę państwa polskiego wyznaczała linia frontu. Dopiero zarządzeniem z 6 listopada 1920 utworzono Kordon Graniczny Ministerstwa Spraw Wojskowych. W połowie stycznia 1921 zmodyfikowano formę ochrony granicy i rozpoczęto organizowanie Kordonu Granicznego Naczelnego Dowództwa WP. Obsadzony on miał być przez żandarmerię polową i oddziały wojskowe. Latem 1921 ochronę granicy wschodniej postanowiło powierzyć Batalionom Celnym. W Borszczowie rozmieszczono dowództwo i pododdziały sztabowe 39 batalionu celnego.
W drugiej połowie 1922 przeprowadzono kolejną reorganizację organów strzegących granicy wschodniej. 1 września 1922 bataliony celne przemianowano na bataliony Straży Granicznej. W rejonie odpowiedzialności przyszłego batalionu KOP „Borszczów” służbę graniczną pełniły pododdziały 39 batalionu Straży Granicznej.
Już w następnym zlikwidowano Straż Graniczną, a z dniem 1 lipca 1923 pełnienie służby granicznej na wschodnich rubieżach powierzono Policji Państwowej.
W sierpniu 1924 podjęto uchwałę o powołaniu Korpusu Ochrony Pogranicza – formacji zorganizowanej na wzór wojskowy, a będącej etacie Ministerstwa Spraw Wewnętrznych.

## Formowanie i zmiany organizacyjne
Na posiedzeniu Politycznego Komitetu Rady Ministrów, w dniach 21-22 sierpnia 1924, zapadła decyzja powołania Korpusu Wojskowej Straży Granicznej. 12 września 1924 Ministerstwo Spraw Wojskowych wydało rozkaz wykonawczy w sprawie utworzenia Korpusu Ochrony Pogranicza, a 17 września instrukcję określającą jego strukturę. W drugim etapie organizacji KOP, w terminie do 1 marca 1925, sformowano 4 Brygadę Ochrony Pogranicza, a w jej składzie 14 batalion graniczny „Borszczów”. Podstawą formowania był rozkaz Ministra Spraw Wojskowych nr 1600/tjn./O.de B/25. Jednostką formującą był 49 pułk piechoty z Kołomyi .
W 1926 zorganizowano na szczeblu brygady szkołę podoficerską dla niezawodowych podoficerów piechoty. Szkoła 4 Brygady OP stacjonowała w Skale nad Zbruczem przy 14 batalionie granicznym.
Rozporządzeniem ministra skarbu z 30 czerwca 1927 rozpoczęto reorganizację Straży Celnej.
Z dniem 1 listopada 1927 Inspektorat Straży Celnej „Zaleszczyki” został rozwiązany, a jego rejon odpowiedzialności został przekazany batalionowi KOP „Borszczów” .
Długość ochranianego przez batalion odcinka granicy wynosiła 82 + 32 (odcinek rumuński) kilometrów, przeciętna długość pododcinka kompanijnego to 27 kilometrów, a strażnicy 5 kilometrów. Odległość dowództwa batalionu od dowództwa brygady wynosiła 35 kilometrów.
Latem 1928 zlikwidowana została szkoła podoficerska. W jej miejsce, oraz w miejsce identycznych szkół funkcjonujących w pozostałych brygadach, w twierdzy Osowiec utworzony został batalion szkolny KOP.
W lipcu 1929 przyjęto zasadę, że bataliony przyjmą nazwę miejscowości będącej miejscem ich stacjonowania. Obok nazwy geograficznej, do 1931 stosowano również numer batalionu. W tym czasie batalion na uzbrojeniu posiadał 761 karabinów Berthier wz.1916, 48 ręczne karabiny maszynowe Chauchat wz. 1915 i 2 ciężkie karabiny maszynowe wz.1914.
W wyniku reorganizacji batalionu w 1931, w miejsce istniejących plutonów karabinów maszynowych, utworzono kompanię karabinów maszynowych. Rozwinięto też kadry kompanii szkolnej do pełnoetatowej kompanii odwodowej. Po przeprowadzonej reorganizacji „R.2” batalion składał się z dowództwa batalionu, plutonu łączności, kompanii karabinów maszynowych, kompanii odwodowej i czterech kompanii granicznych.
27 lipca 1933 14 baon „Borszczów” ogłosił przetarg nieograniczony na remont kapitalny domu oficerskiego 14 szwadronu KOP w Zaleszczykach.
W listopadzie 1936 batalion etatowo liczył 24 oficerów, 90 podoficerów, 34 nadterminowych i 857 żołnierzy służby zasadniczej.
Rozkazem dowódcy KOP z 23.2.1937 została zapoczątkowana pierwsza faza reorganizacji Korpusu Ochrony Pogranicza „R.3”. Batalion otrzymał nowy etat. Był jednostką administracyjną dla szwadronu kawalerii KOP „Zaleszczyki”, posterunku żandarmerii KOP „Borszczów”, komendy powiatu pw KOP „Borszczów” i komendy powiatu pw KOP „Zaleszczyki”. W wyniku realizacji drugiej fazy reorganizacji KOP, w czerwcu 1937 została zlikwidowana 1 kompania graniczna „Boryszkowca” i 4 kompania graniczna „Korolówka”, a utworzona 1 kompania graniczna „Mielnica”. Kompania „Mielnica” przejęła odcinek dotychczasowej 1 kompanii „Boryszkowice” i resztę odcinka zlikwidowanej kompanii „Korolówka”. Przesunięto też 2 kompanię graniczną „Skała” z batalionu „Kopiczyńce” do batalionu KOP „Borszczów” jako jego 4 kompanię graniczną. Jesienią tworzono kompanię odwodową batalionu. Oddano Straży Granicznej budynek strażnicy „Bedrykowo”, wymówiono pomieszczenia zajmowane przez strażnicę „Nowosiółka” z 3 kompanii granicznej KOP „Kudryńce”. Odcinek strażnicy „Nowosiółki” z dniem 1 czerwca został przydzielony sąsiednim strażnicom „Zalesie” i „Zielona”. Dla 1 kompanii „Mielnica” wynajęto pomieszczenia koszarowe. W jej skład weszły strażnice: „Ujscie Biskupie”, „Mielnkca”, „Wojkowce”, „Bielowce”, „Okopy Św Trójcy” i „Boryszkowce”. Kompania objęła odcinek począwszy od punktu styku z odcinkiem SG - słup graniczny 57/3. Strażnice „Pieczarna”, „Zaleszczyki”, „Berdykowce”, „Gródek”, „Sinków”, „Kołodróbka” z rozformowywanej 4 kompanii granicznej „Korolówka”, z dniem 15 kwietnia zostały oddane Straży Granicznej
Z dniem 15 maja 1939 batalion stał się oddziałem gospodarczym. Stanowisko kwatermistrza batalionu przemianowane zostało na stanowisko zastępcy dowódcy batalionu do spraw gospodarczych, płatnika na stanowisko oficera gospodarczego, zastępcy oficera materiałowego dla spraw uzbrojenia na zbrojmistrza, zastępcy oficera materiałowego dla spraw żywnościowych na oficera żywnościowego.
W sierpniu 1939, w mobilizacji alarmowej batalion KOP „Borszczów” sformował III batalion 163 pułku piechoty (rez.), który w trakcie kampanii wrześniowej podzielił losy innych jednostek odwodowej Armii „Prusy”.
Po sformowaniu III/163 pp (rez.) batalion wcielił nowych rekrutów i rezerwistów, i odtworzył stan etatowy. Równocześnie jednostka weszła w skład pułku KOP „Podole”. Po odtworzeniu batalion ochraniał granicę z ZSRR o długości 112,925 km. Od 17 września 1939 brał udział w obronie ówczesnej południowo-wschodniej granicy państwa przed radzieckim agresorem.

## Służba graniczna

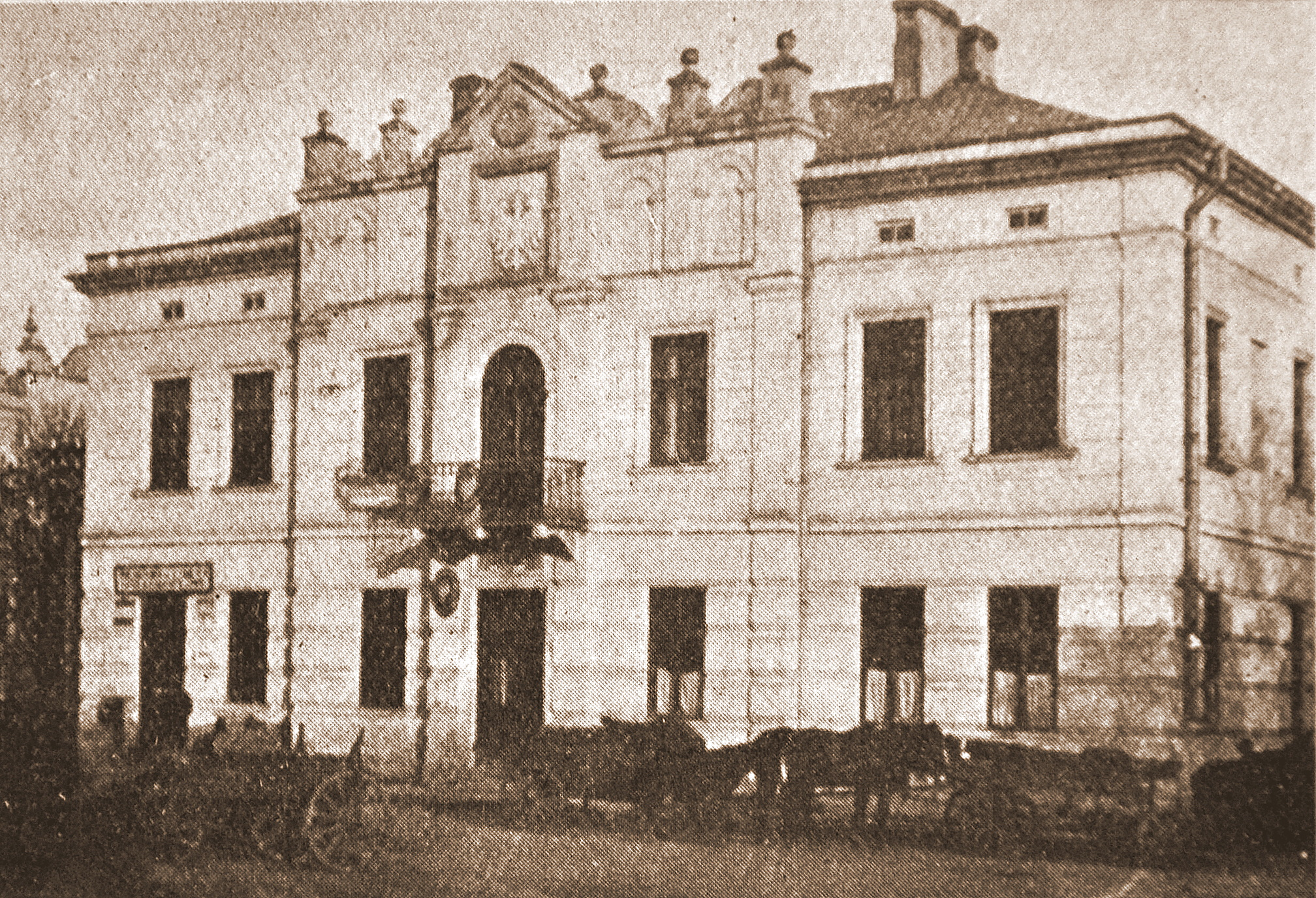
Gmach dowództwa 14 baonu KOP
w Borszczowie około 1927

Batalion graniczny był podstawową jednostką taktyczną Korpusu Ochrony Pogranicza przeznaczoną do pełnienia służby ochronnej na powierzonym mu odcinku granicy polsko-radzieckiej, wydzielonym z pasa ochronnego brygady. Odcinek batalionu dzielił się na pododcinki kompanii, a te z kolei na pododcinki strażnic, które były „zasadniczymi jednostkami pełniącymi służbę ochronną”, w sile półplutonu. Służba ochronna pełniona była systemem zmiennym, polegającym na stałym patrolowaniu strefy nadgranicznej i tyłowej, wystawianiu posterunków alarmowych, obserwacyjnych i kontrolnych stałych, patrolowaniu i organizowaniu zasadzek w miejscach rozpoznanych jako niebezpieczne, kontrolowaniu dokumentów i zatrzymywaniu osób podejrzanych, a także utrzymywaniu ścisłej łączności między oddziałami i władzami administracyjnymi. 
Z dniem 1 listopada 1927 został rozwiązany Inspektorat Straży Celnej „Zaleszczyki”, a jego rejon odpowiedzialności został przekazany batalionowi KOP „Borszczów”.
Batalion graniczny KOP „Borszczów” w 1934 ochraniał odcinek granicy państwowej szerokości 191 kilometrów 130 metrów.
W 1937 ustalono dla batalionu następujący podział ochranianego odcinka granicy państwowej:
- granica południowa: odcinek strażnicy „Ujście Biskupie” 1 kompanii granicznej „Mielnica”. Punktem styku jest od słup graniczny nr 57/3 i słup telefoniczny nr 237/32 na szosie Ujście Biskupie-Szuparka [wł.].
- granica północna: odcinek strażnicy „Zbrzyż” 4 kompanii granicznej „Skała” baonu „Borszczów” [wł.]

Po odtworzeniu w 1939, batalion ochraniał granicę długości 166 kilometrów 449 metrów, w tym 112 kilometrów 925 metrów granicy z Rumunią.
Bataliony sąsiednie
- batalion KOP „Kopyczyńce”⇔ Straż Graniczna (Inspektorat Graniczny „Kołomyja”)

## Walki batalionu
Walki o strażnice:

Na batalion KOP „Borszczów” kpt. Krakowskiego, strzegący granicy polsko-radzieckiej i polsko-rumuńskiej uderzyły główne siły 5 Korpusu Kawalerii komdiwa Ganina, 13 Korpusu Strzeleckiego komdiwa Nikołaja Kiriłłowa, część sił 25 Korpusu Pancernego komdiwa Riepina i 23 Oddziału Wojsk Pogranicznych NKWD.
4 kompania graniczna „Skała” atakowana była głównie przez pododdziały 5 KK. zaskoczona atakiem strażnica „Bereżanka” w trakcie walki została zniszczona. Zginął dowódca strażnicy i prawdopodobnie cała załoga. Również strażnica „Zbrzyż” została zniszczona w walce. Dowódca z częścią załogi dostał się do niewoli. Strażnica „Skała” oraz pluton odwodowy przed godziną 6:00 17 września wycofywały się w kierunku Borszczowa tocząc walki z pododdziałami kawalerii nieprzyjaciela.
Dowódca kompanii w swej relacji sporządzonej w Szwajcarii tak opisuje wydarzenia w dniu 17 września:

Świt. W wąskiej ulicy prowadzącej z dolnej części miasteczka, „od młyna”, trójkami posuwa się ku nam oddział konny. Zabieram karabin najbliższemu junakowi i oddaję kilka strzałów w kolumnę. Rzucamy kilka granatów. Zatrzymaliśmy pochód nieprzyjaciela. Korzystamy z wytworzonej sytuacji, by pod osłoną zabudowań i ogrodów wyjść ze „Skały”, przebyć otwarte pole za miasteczkiem i osiągnąć skraj lasu. Przestrzeń około jednego kilometra przebyliśmy jednym tchem.
Cisza. Każę palić zabrane akta. Ustawiam junaków w dwuszeregu. Przypominam im nasze przygotowanie do dzisiejszego święta i odbieram przysięgę. Ugrupowuję mój oddział w głąb, wysuwając ręczne karabiny maszynowe i lepszych strzelców bliżej lizjery lasu. Widzimy wyjeżdżający ze „Skały” szwadron nieprzyjacielskiej kawalerii. Tym razem w szyku bojowym. Wyznaczeni strzelcy otwierają ogień na sygnał mojego strzału. Odległość 300 do 400 metrów. Padają jeźdźcy, padają konie.

W godzinach południowych 17 września dowódca kompanii rozwiązał złożony przeważnie z junaków pododdział.
1 kompania graniczna „Mielnica” pełniąca służbę graniczną czterema strażnicami nad granicą rumuńską oraz dwiema nad granicą radziecką wycofała się bez strat i przekroczyła granicę z Rumunią.
Strażnice 2 kompanii granicznej „Turylcze” atakowane były przez oddziały 99 Dywizji Strzeleckiej płk. Nikołaja Diemientjewa. Po krótkotrwałej walce zaczęły wycofywać się w kierunku Uścieczka nad Dniestrem.
3 kompania graniczna „Kudryńce” przekroczyła granicę z Rumunią.
Pozostała część batalionu na rozkaz dowódcy pułki KOP „Czortków” wycofała się w kierunku Tłuste Miasto-Uścieczko. W trakcie odwrotu został ciężko ranny dowódca batalionu kpt. Krakowski.

## Struktura organizacyjna
Kompanie graniczne w 1930:

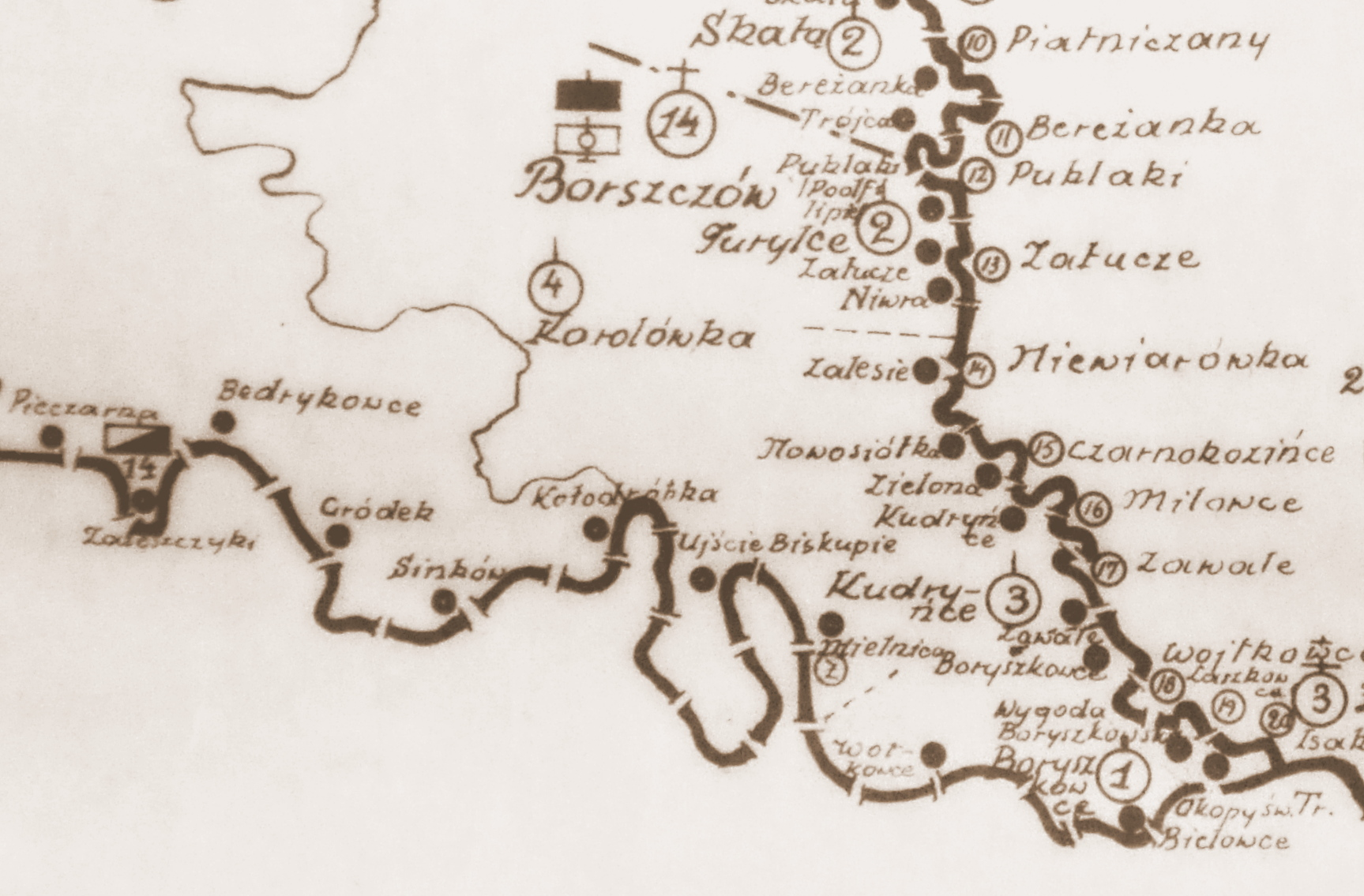
Rozmieszczenie batalionu KOP „Borszczów” w 1931

- 1 kompania graniczna KOP „Boryszkowce”
- 2 kompania graniczna KOP „Turylcze”
- 3 kompania graniczna KOP „Kudryńce”
- 4 kompania graniczna KOP „Korolówka”

Organizacja batalionu w 1934
- dowództwo batalionu
- pluton łączności
- kompania odwodowa (jeden pluton w Turylczach)
- kompania karabinów maszynowych
- 1 kompania graniczna KOP „Boryszkowce”
- 2 kompania graniczna KOP „Turylcze”
- 3 kompania graniczna KOP „Kudryńce”
- 4 kompania graniczna KOP „Korolówka”

Struktura 17 IX 1939 
dowództwo batalionu
- dwie kompanie odwodowe
- pluton łączności
- 1 kompania graniczna KOP „Mielnica”
- 2 kompania graniczna KOP „Turylcze”
- 3 kompania graniczna KOP „Kudryńce”
- 4 kompania graniczna KOP „Skała”

## Żołnierze batalionu
Dowódcy batalionu
- mjr / ppłk piech. Kazimierz Walczak (3 X 1924[41] – 5 XI 1928 → zastępca dowódcy 11 pp[42] )
- mjr Hugo Korneliusz Mijakowski (1 XII 1928[43]  – ?)
- mjr / ppłk piech. Kazimierz Wyderko (był 30 IV 1931 − 28 VIII 1932 → zastępca dowódcy 9 pp Leg.[44][42] )
- mjr piech. Marian Stanisław Wójtowicz (30 VIII 1932[45][42]  – )
- mjr Michał Leszczak (do III 1939 → II zastępca dowódcy 83 pp)
- ppłk piech. Marceli Jan Kotarba[d] (1939)[47] (II 1939[48] – do 30 VIII 1939 → dowódca pułku KOP „Czortków”)
- kpt. Bronisław Krakowski (1939)[34][17]

Zastępcy dowódcy batalionu
- mjr Michał Leszczak → dowódca batalionu
- mjr Jan Wątorek[e] (1939 → dowódca III/67 pp)

Pierwsza obsada personalna batalionu (1925)
- dowódca batalionu − ppłk Kazimierz Walczak z 38 pp
- adiutant batalionu − por. Witold Piasecki z 38 pp (od 8 I 1925)
- oficer wywiadowczy vacat
- lekarz batalionu − por. lek. Mieczysław Ossowski z 1 bsan (od 21 II 1925)
- kwatermistrz − kpt. Roman Peszko z 16 pp
- oficer żywnościowy − por. Józef Dzierża z 10 oddz. sł. int.
- płatnik − por. Andrzej Cholewa z 9 oddz. sł. int.
- dowódca plutonu łączności − por. łącz. Florian Mieczysław Cerkaski z 2 pł (od 27 II 1925)
- dowódca plutonu ckm − por. Stanisław Jurkiewicz z 38 pp
- dowódca 1 kompanii granicznej − kpt. Władysław Gołąb z 2 pspodh
- dowódca 2 kompanii granicznej − kpt. Zygmunt Warchał z 38 pp
- dowódca 3 kompanii granicznej − kpt. Marian I Tomaszewski z 67 pp
- dowódca 4 kompanii granicznej − kpt. Ludwik Iskierko z 36 pp

Obsada personalna batalionu w czerwcu 1939
- dowódca batalionu – mjr Michał Leszczak (?)
- zastępca dowódcy – mjr Jan Wątorek
- adiutant batalionu – kpt. Edward Marzys[f]
- komendant powiatowy Przysposobienia Wojskowego „Borszczów” – por. Mikołaj Kozłowski[g]
- komendant powiatowy Przysposobienia Wojskowego „Zaleszczyki” – kpt. piech. Stanisław Sołtysiak[h]
- dowódca 1 kompanii granicznej – kpt. Kazimierz Ferdynand Bielawski[i]
- dowódca 2 kompanii granicznej – kpt. Tadeusz Kazimierz Józef Nieżychowski[j]
- dowódca 3 kompanii granicznej – kpt. Maciej Piotr Wojciechowski[k] → dowódca baonu KOP „Rokitno”
- dowódca 4 kompanii granicznej – por. Stefan II Kożan
- dowódca 1 kompanii odwodowej – por. Stanisław Florian Moskwa[l]
- dowódca 2 kompanii odwodowej – kpt. Władysław Zawistowicz[m]
- dowódca kompanii karabinów maszynowych – por. Władysław Henzell[n]
- dowódca plutonu łączności – por. Witold Włodzimierz Moszyński[o].

### Żołnierze batalionu – ofiary zbrodni katyńskiej
Biogramy zamordowanych znajdują się na stronie internetowej Muzeum Katyńskiego
| Nazwisko i imię          | stopień              | zawód             | miejsce pracy przed mobilizacją | zamordowany |
| ------------------------ | -------------------- | ----------------- | ------------------------------- | ----------- |
| Michajliszyn Włodzimierz | podporucznik rezerwy | nauczyciel        | Szkoła w Zaleszczykach          | Charków     |
| Tietze Witold Feliks     | podporucznik rezerwy | nauczyciel        | szkoła powszechna               | Charków     |
| Kaliski Władysław        | starszy sierżant     | żołnierz zawodowy | (e)                             | Kalinin     |
| Korniluk Aleksander      | plutonowy            | żołnierz zawodowy |                                 | Kalinin     |
| Buś Kazimierz Piotr      | starszy sierżant     |                   |                                 | ULK         |
| Florczak Stanisław       | sierżant             |                   |                                 | ULK         |
| Głogowiec Ignacy         | sierżant             | żołnierz zawodowy | dowódca strażnicy               | ULK         |
| Moszyński Witold         | porucznik            | żołnierz zawodowy |                                 | ULK         |
| Lenarczyk Kazimierz      | plutonowy            | żołnierz zawodowy | dca strażnicy KOP „Zbrzyż”      | Kalinin     |